# Екзекутивна дисфункция
В психологията и неврологията екзекутивната дисфункция (ЕД) или дефицитът на екзекутивната функция е нарушение на ефикасността на екзекутивните функции, които са група от когнитивни процеси, които регулират, контролират и управляват други когнитивни процеси. ЕД може да се отнася както до неврокогнитивните дефицити, така и до поведенческите симптоми. Тя е част от множество психопатологии и психични разстройства, както и от краткосрочни и дългосрочни промени в неклиничния екзекутивен контрол. ЕД е механизмът, който стои в основата на „замръзването“ при Синдрома на дефицит на вниманието и хиперактивност (СДВХ) и в по-широк контекст може да включва и други когнитивни затруднения като планирането, организирането, инициирането на задачи и емоционалната регулация. Това е основната характеристика на СДВХ и може да изясни множество други признати симптоми.

## Общ преглед
Екзекутивното функциониране е теоретична конструкция, представляваща област от когнитивни процеси, които регулират, контролират и управляват другите когнитивни процеси. Екзекутивната функция не е единна концепция, а обширно описание на набора от процеси, участващи в определени области на когнитивен и поведенчески контрол. Екзекутивните процеси са неразделна част от висшата мозъчна функция, особено в областите на формирането на цели, планирането, насоченото към целта действие, самонаблюдението, вниманието, инхибирането на реакцията и координирането на сложни познания и моторен контрол за ефективно изпълнение. ЕД се наблюдава във всички популации в различна степен, но тежката ЕД може да има гибелни ефекти върху познавателните способности и поведението както в индивидуален, така и в социален контекст на ежедневна база.
ЕД се проявява в незначителна степен при всички индивиди както в краткосрочен, така и в дългосрочен мащаб. При неклиничните популации активирането на екзекутивните процеси изглежда инхибира по-нататъшното активиране на същите процеси, което предполага механизъм за нормални флуктуации в екзекутивния контрол. Намаляването на екзекутивното функциoниране също се свързва както с нормалното, така и с клиничното стареене. Намаляването на процесите на паметта с възрастта на хората изглежда засяга екзекутивните функции, което е и свидетелство за генералната роля на паметта в екзекутивното функциониране.
ЕД изглежда, че включва нарушения в ориентираното към задачите поведение, което изисква екзекутивен контрол при инхибирането на обичайните реакции и активирането на целта. Такъв екзекутивен контрол е отговорен за коригирането на поведението, за да съгласуват промените в обкръжаващата среда с целите за ефективно поведение. Уврежданията в способността за когнитивна гъвкавост са забележима характеристика на ЕД: когнитивната гъвкавост е когнитивната способност за динамична промяна на фокуса между точките на фиксация въз основа на променящите се цели и стимули от обкръжаващата среда. Това предлага опростено обяснение за честата поява на импулсивно, хиперактивно, дезорганизирано и агресивно поведение у клиничните пациенти с ЕД. Скорошно проучване потвърждава, че са налице липса на самоконтрол, по-голяма импулсивност и по-голяма дезорганизация с ЕД, което води до по-големи количества агресивно поведение.
ЕД, особено в капацитета на работната памет, може също да доведе до различна степен на емоционална дисрегулация, която може да се прояви като хронична депресия, тревожност или свръхемоционалност. Ръсел Баркли предлага хибриден модел на ролята на поведенческото дезинхибиране в представянето на СДВХ, който служи като основа за много изследвания както на СДВХ, така и на по-широките импликации на екзекутивната система.
Други често срещани и отличителни симптоми на ЕД включват утилицазионно поведение – натрапчиво манипулиране/използване на близки обекти поради просто тяхното присъствие и достъпност (а не функционална причина), и имитационно поведение – тенденция да се разчита на имитацията като основно средство за социално взаимодействие. Изследванията също предполагат, че екзекутивното превключване между задачите е съмедиатор с епизодична памет за акуратността на усещането за знание (FOK), така че ЕД може да намали акуратността на FOK.
Налице са някои доказателства, които предполагат, че ЕД може да доведе както до благоприятни ефекти, така и до дизадаптивни. Абрахам и др. демонстрират, че творческото мислене при шизофренията е медиирано от ЕД и авторите установяват твърда етиология за креативността при психотизма, като посочват когнитивното предпочитание към по-широко асоциативно мислене отгоре надолу спрямо целевото мислене, което много наподобява аспектите на СДВХ. Предполага се, че елементите на психоза присъстват както при СДВХ, така и при шизофренията/ шизотипията поради допаминово припокриване.

## Причини
Причината за ЕД е хетерогенна, тъй като много неврокогнитивни процеси са включени в екзекутивната система и всеки може да бъде компрометиран от набор от генетични фактори и фактори на обкръжаващата среда. Ученето и развитието на дългосрочната памет играят роля в тежестта на ЕД чрез динамично взаимодействие с неврологичните характеристики. Проучванията в областта на когнитивната невронаука показват, че екзекутивните функции са широко разпространени в мозъка, въпреки че няколко зони са изолирани като основни участници. ЕД се изучава широко и в клиничната невропсихология, което позволява да се направят корелации между такива дисекзекутивни симптоми и техните неврологични корелати. По-новите изследвания потвърждават, че ЕД има позитивна корелация с разстройствата на неврологичното развитие, като разстройствата от аутистичния спектър или разстройството с дефицит на вниманието и хиперактивност (СДВХ).
Екзекутивните процеси са тясно интегрирани с възможностите за извличане на паметта за цялостен когнитивен контрол. По-специално, информацията за целите/задачите се съхранява както в краткосрочната, така и в дългосрочната памет, а ефективното изпълнение изисква ефективно съхранение и извличане на тази информация.
ЕД характеризира много от симптомите, наблюдавани в множество клинични популации. В случай на придобито мозъчно увреждане и невродегенеративни заболявания има ясна неврологична етиология, предизвикваща симптоми на дисекзекуция. Обратното – синдромите и разстройствата се дефинират и диагностицират въз основа на тяхната симптоматика, а не етиология. По този начин, докато болестта на Паркинсон – невродегенеративно състояние, причинява ЕД, разстройство като Синдром на дефицит на вниманието и хиперактивност е класификация, дадена на набор от субективно определени симптоми, предполагащи ЕД – настоящите модели показват, че такива клинични симптоми са причинени от ЕД.

### Неврофизиология
Както бе споменато по-горе, екзекутивното функциониране не е единна концепция. Проведени са много проучвания в опит да се определят точните области на мозъка, които водят до ЕД, произвеждайки огромно количество често противоречива информация, показваща широко и непоследователно разпределение на такива функции. Често срещано предположение е, че нарушените процеси на екзекутивен контрол са свързани с патология в префронталните области на мозъка. Това се подкрепя до известна степен от първичната литература, която показва както префронталното активиране, така и комуникацията между префронталната кора и други области, свързани с екзекутивните функции, като базалните ганглии и малкия мозък.
В повечето случаи на ЕД дефицитите се приписват или на увреждане или дисфункция на челния лоб, или на прекъсване на фронто-субкортикалната свързаност. Невроизобразяването с ПЕТ и функционален ЯМР потвърждава връзката между екзекутивната функция и функционалната фронтална патология. Невроизобразителните изследвания също така предполагат, че някои съставни функции не са дискретно локализирани в префронталните области. Функционалните образни изследвания, използващи различни тестове на екзекутивната функция, показват, че дорсолатералната префронтална кора е основното място на кортикална активация по време на тези задачи. В допълнение ПЕТ проучванията на пациенти с болестта на Паркинсон предполагат, че тестовете за езекутивна функция са свързани с анормална функция в globus pallidus и изглежда са истински резултат от увреждане на базалните ганглии.
При значително когнитивно натоварване функционалните ЯМР сигнали показват обща мрежа от фронтални, париетални и тилни кори, таламус и малък мозък. Това наблюдение предполага, че екзекутивната функция се медиира от динамични и гъвкави мрежи, които се характеризират с помощта на функционална интеграция и ефективни анализи на свързаността. Пълната верига, лежаща в основата на екзекутивната функция, включва както директна, така и недиректна верига. Невронната верига, отговорна за екзекутивното функциониране, всъщност е разположена основно в челния лоб. Тази главна верига произхожда от дорсолатералната префронтална кора/орбитофронтална кора и след това се проектира през стриатума и таламуса, за да се върне в префронтална кора.
Не е изненадващо, че плаките и заплитанията във фронталната кора могат да причинят смущения във функциите, както и увреждане на връзките между префронталната кора и амоновия рог. Друг важен момент е констатацията, че структурните ЯМР изображения свързват тежестта на лезиите на бялото вещество с дефицитите в познавателната способност.
Едно ново мнение предполага, че когнитивните процеси се материализират от мрежи, които обхващат множество кортикални места в тясно сътрудничество и припокриващи се функции. Предизвикателство за бъдещите изследвания е картографирането на множество мозъчни области, които могат да се комбинират помежду си по много начини, в зависимост от изискванията на задачата.

### Генетика
Индентифицирани са определени гени, имащи ясна връзка с ЕД и свързаните с нея психопатологии. Според Фридман и др. (2008) наследствеността на екзекутивните функции е сред най-високите от всяка психологическа черта. Генът на допаминовия рецептор D4 (DRD4) със 7'-повтарящ се полиморфизъм (7R) многократно е показал, че корелира силно с импулсивния стил на реакция при психологически тестове за ЕД, особено при клиничен СДВХ. Генът на катехол-о-метил трансфераза (COMT) кодира ензим, който разгражда катехоламиновите невротрансмитери (DA и NE), и неговият полиморфизъм Val158Met е свързан с модулирането на целевото познание и поведение (включително превключването между задачите) и опита на възнаграждението, които са основните аспекти на екзекутивното функциониране. COMT също е свързан с реакцията към стимуланта метилфенидат при деца със СДВХ. Както полиморфизмите DRD4/7R, така и COMT/Val158Met също са свързани с ЕД при шизофренията и шизотипното поведение.

## Тестване и измерване
Има няколко измервания, които могат да бъдат използвани за оценката на екзекутивните функционални способности на индивида. Въпреки че обучен непрофесионалист, работещ извън институционализирана среда, може законно и компетентно да изпълни много от тези измервания, един обучен специалист, който провежда теста в стандартизирана среда, ще даде най-точните резултати.

### Тест за рисуване на часовник
Тестът за рисуване на часовник (CDT) е кратка когнитивна задача, която може да се използва от лекари, които подозират неврологична дисфункция въз основа на анамнеза и физикален преглед. Сравнително лесно е да се обучи непрофесионален персонал за провеждане на теста. Следователно това е тест, който може лесно да се прилага в образователни и гериатрични условия и може да се използва като предварително измерване за посочване на вероятността от по-нататъшни/бъдещи дефицити. Също така различията между поколенията, образованието и културата не се възприемат като оказващи влияние върху полезността на теста.
Процедурата на теста започва с инструкция към участника да нарисува часовник, показващ точно определено време (обикновено 11:10). След като задачата е изпълнена, администраторът на теста рисува часовник със стрелки, настроени в същото време. След това пациентът е помолен да копира изображението. Грешките в чертежа на часовника се класифицират според следните категории: пропуски, персеверации, ротации, неправилно поставяне, изкривявания, замествания и добавки. Памет, концентрация, инициация, енергия, умствена яснота и нерешителност са всички величини, които се оценяват по време на тази дейност. Хората с дефицити в екзекутивното функциониране често правят грешки на първия часовник, но не и на втория. С други думи, те няма да могат да генерират свой собствен пример, но ще покажат умения в задачата за копиране.

### Задача на Струп
Когнитивният механизъм, включен в задачата на Струп, се нарича насочено внимание. Задачата на Струп изисква от участника да се включи и позволява оценка на процеси като управление на вниманието, скорост и точност на четене на думи и цветове и инхибиране на конкуриращи се стимули. Стимулът е цветна дума, която е отпечатана в цвят, различен от това, което се чете в написаното. Например думата „червено“ е написана със син шрифт. Човек трябва вербално да класифицира цвета, в който думата е показана/отпечатана, като същевременно игнорира информацията, предоставена от написаната дума. В гореспоменатия пример това би изисквало участникът да каже „синьо“, когато му бъде представен стимулът. Въпреки че по-голямата част от хората ще покажат известно забавяне, когато им се даде несъвместим текст спрямо цвета на шрифта, това е по-тежко при индивиди с дефицити в инхибирането. Задачата на Ступ се възползва от факта, че повечето хора са толкова опитни в четенето на цветни думи, че е изключително трудно да се игнорира тази информация и вместо това да се признае, разпознае и каже цвета, в който е отпечатана думата. Задачата на Ступ е оценка на жизнеността и гъвкавостта на вниманието. По-модерните варианти на задачата обикновено са по-трудни и често се опитват да ограничат чувствителността на теста.

### Задача за проследяване
Друг важен тест за ЕД е Задачата за проследяване. Състои се от две основни части: част A и част Б. Част Б се различава от част A по-специално по това, че оценява по-сложни фактори на моторния контрол и възприятие. Част Б се състои от множество кръгове, съдържащи букви (AЛ) и цифри (1-12). Целта на участника в задачата е да свърже кръговете в ред, като редува цифра и буква (напр. 1-A-2-Б) от началото до края. От него се изисква да не вдига молива си от страницата. Задачата също се определя във времето като средство за оценка на скоростта на обработка. Задачите за превключване между задачи в част Б имат ниски двигателни и перцептивни изисквания за избор и следователно предоставят по-ясен индекс на екзекутивната функция. По време на тази задача някои от уменията за екзекутивна функция, които се измерват, включват импулсивност, зрително внимание и моторна скорост.

### Уисконски тест за сортиране на карти
Уисконският тест за сортиране на карти (WCST) се използва за определяне на индивидуалната компетентност в абстрактното разсъждение и способността да се променят стратегиите за решаване на проблеми, когато е необходимо. Тези способности се определят основно от фронталните лобове и базалните ганглии, които са решаващи компоненти на екзекутивното функциониране, превръщайки теста в добър инструмент за тази цел.
Тестът използва тесте от 128 карти, което съдържа четири стимулиращи карти. Фигурите на картите се различават по цвят, количество и форма. След това на участниците се дава купчина допълнителни карти и се иска да съпоставят всяка с една от предишните карти. Обикновено децата на възраст между 9 и 11 години са в състояние да покажат когнитивната гъвкавост, необходима за този тест.

## В клиничните популации
Широкият спектър от функции на екзекутивната система разчита на и играе важна роля в широк спектър от неврокогнитивни процеси. Клиничното представяне на тежка ЕД, която не е свързана със специфично заболяване или разстройство, се класифицира като дисекзекутивен синдром и често се появява след увреждане на челните дялове на мозъчната кора. В резултат на това ЕД е замесена етиологично и/или коморбидно в много психиатрични заболявания, които често показват същите симптоми като дисекзекутивния синдром. Тя е установена и изследвана широко във връзка с когнитивните разстройства на развитието, психотичните разстройства, афективните разстройства и поведенческите разстройства, както и невродегенеративните заболявания и придобитите мозъчни увреждания (ABI).
Синдромът на зависимост от обкръжаващата среда е дисекзекутивен синдром, характеризиращ се със значителна поведенческа зависимост от сигналите на обкръжаващата среда, и с прекомерно поведение на имитация и използване. Наблюдаван е при пациенти с различни етиологии, включително ABI, излагане на фендиметразин тартарат, инсулт и различни лезии на челния лоб.

### Шизофрения
Шизофренията обикновено се описва като психично разстройство, при което човек се откъсва от реалността поради смущения в модела на мислене и възприятие. Въпреки че етиологията не е напълно изяснена, тя е тясно свързана с допаминергичната активност и е силно свързана както с неврокогнитивните, така и с генетичните елементи на ЕД. Индивидите с шизофрения могат да демонстрират амнезия за части от своята епизодична памет. Наблюдаваното увреждане на експлицитната, съзнателно достъпна памет обикновено се приписва на фрагментираните мисли, които характеризират разстройството. Предполага се, че тези фрагментирани мисли създават подобна фрагментирана организация в паметта по време на кодиране и съхранение, което прави извличането по-трудно. Имплицитната памет обаче обикновено се запазва при пациенти с шизофрения.
Пациентите с шизофрения демонстрират намалена ефективност при измерване на визуалното и вербалното внимание и концентрация, както и при незабавното припомняне на обхвата на цифрите, което предполага, че наблюдаваните дефицити не могат да бъдат приписани на дефицити на внимание или краткосрочна памет. Въпреки това нарушеното представяне е измерено чрез психометрични мерки, приети за оценка на екзекутивната функция от по-висок порядък. Уврежданията на работната памет и многозадачността обикновено характеризират разстройството. Хората с шизофрения също са склонни да демонстрират дефицити в инхибирането на реакцията и когнитивната гъвкавост.
Пациентите често демонстрират забележими дефицити в централния екзекутивен компонент на работната памет, както е концептуализирано от Бадли и Хич. Въпреки това, изпълнението на задачите, свързани с фонологичния цикъл и визуално-пространствения скицник, обикновено са по-малко засегнати. По-конкретно, пациентите с шизофрения показват увреждане на централния екзекутивен компонент на работната памет, специфично за задачи, при които визуално-пространствената система е необходима за централен екзекутивен контрол. Като цяло фонологичната система изглежда е пощадена.

### Синдром на дефицит на вниманието и хиперактивност
Триада от основни симптоми: невнимание, хиперактивност и импулсивност характеризира разстройството с дефицит на вниманието и хиперактивност (СДВХ). Индивидите със СДВХ често изпитват проблеми с организацията, дисциплината и определянето на приоритети, и тези трудности често продължават от детството до зрелостта. Както при децата, така и при възрастните със СДВХ е открита подлежаща ЕД, включваща префронталните региони и други взаимосвързани подкорови структури. В резултат на това хората със СДВХ обикновено се представят по-слабо от съвпадащите контроли върху контрола на смущенията, когнитивната гъвкавост и вербалната флуидност. Също така по-централно увреждане на саморегулацията се отбелязва в случаите на СДВХ. Въпреки това някои изследвания предполагат възможността тежестта на ЕД при индивиди със СДВХ да намалява с възрастта, тъй като те се научават да компенсират гореспоменатите дефицити. По този начин се смята, че намаляването на ЕД при възрастни със СДВХ в сравнение с деца със СДВХ отразява по-скоро компенсаторни стратегии, използвани от  възрастните (напр. използване на графици за организиране на задачи), отколкото неврологични различия.
Въпреки че СДВХ обикновено се концептуализира в категорична диагностична парадигма, също така се предлага това разстройство да се разглежда в рамките на по-дименсионален поведенчески модел, който свързва екзекутивните функции с наблюдаваните дефицити. Поддръжниците твърдят, че класическите концепции за СДВХ  погрешно локализират проблема при възприемане (вход), вместо да се фокусират върху вътрешните процеси, участващи в производството на подходящо поведение (изход). Нещо повече, други теоретизират, че подходящото развитие на инхибирането (нещо, което се смята за липсващо при индивидите със СДВХ) е от съществено значение за нормалната проява на други невропсихологични способности като работната памет и емоционалната саморегулация. По този начин в рамките на този модел дефицитите в инхибирането се концептуализират като развитие и резултат от нетипично работещи екзекутивни системи.

### Разстройство на аутистичния спектър
Аутизмът се диагностицира въз основа на наличието на подчертано ненормално или нарушено развитие в социалното взаимодействие и комуникация и подчертано ограничен или повтарящ се репертоар от стереотипни движения, дейности и/или интереси. Това е разстройство, което се определя според поведението, тъй като не са известни специфични биологични маркери. Поради променливостта в тежестта и увреждането във функционирането, проявявано от хората с аутизъм, разстройството обикновено се концептуализира като съществуващо в континуум (или спектър) от тежест.
Хората с аутизъм обикновено показват увреждане в три основни области на екзекутивното функциониране: 
- Плавност. Плавността се отнася до способността да се генерират нови идеи и отговори. Въпреки че популациите на възрастните са до голяма степен недостатъчно представени в тази област на изследване, констатациите показват, че децата с аутизъм генерират по-малко нови думи и идеи и произвеждат по-малко сложни отговори от съответстващите контроли.[81]
- Планиране. Планирането се отнася до сложен, динамичен процес, при който последователност от планирани действия трябва да бъде разработена, наблюдавана, преоценена и актуализирана. Хората с аутизъм демонстрират увреждане при задачи, изискващи способности за планиране по отношение на типично функциониращи контроли, като това увреждане се поддържа с течение на времето. Както може да се подозира, в случай на аутизъм, коморбиден с обучителни трудности, в много случаи се наблюдава добавъчен дефицит.
- Гъвкавост. Слабата умствена гъвкавост, както се демонстрира при аутистичните индивиди, се характеризира с постоянно, стереотипно поведение и с дефицит както в регулирането, така и в модулацията на двигателните действия. Някои изследвания предполагат, че аутистичните индивиди изпитват нещо като персеверация на „заседналост“, която е специфична за разстройството, а не по-глобална тенденция към персеверация. Тези дефицити са показани в междукултурни проби и е доказано, че продължават с течение на времето. Освен това е доказано, че хората с аутизъм реагират по-бавно, както и изпълняват по-бавно задачи, които изискват умствена гъвкавост, в сравнение с техните невротипични връстници.[82]

Въпреки че има известен дебат, инхибирането обикновено вече не се счита за дефицит на екзекутивната функция при хората с аутизъм. Хората с аутизъм демонстрират различно представяне при различни тестове за инхибиране, като резултатите са взети, за да покажат обща трудност при инхибирането на обичайната реакция. Въпреки това производителността на задачата на Ступ например не е нарушена спрямо съвпадащите контроли. Алтернативно обяснение предполага, че тестовете за екзекутивни функции, които демонстрират ясна обосновка, се преминават от аутисти. В тази светлина проектът на мерките за инхибиране е замесен в наблюдението на влошената производителност, а не инхибирането като основен дефицит.
Като цяло аутистите показват относително пестеливо представяне на задачи, които не изискват ментализация. Те включват: използване на думи за желание и емоция, последователност на поведенчески картини и разпознаване на основните емоционални изражения на лицето. Обратното – аутистичните индивиди обикновено демонстрират влошено представяне на задачи, които изискват ментализация. Тук се включват фалшиви вярвания, използване на вярвания и идейни думи, подреждане на ментални картини и разпознаване на сложни емоции като интриги.

### Биполярно разстройство
Биполярното разстройство е разстройство на настроението, което се характеризира както с върхове (мания), така и с понижения (депресия) в настроението. Тези промени в настроението понякога се редуват бързо (промени в рамките на дни или седмици), а понякога не толкова бързо (в рамките на седмици или месеци). Настоящите изследвания предоставят сериозни доказателства за когнитивни увреждания при индивидите с биполярно разстройство, особено в екзекутивната функция и вербалното обучение. Освен това тези когнитивни дефицити изглеждат постоянни между културите, което показва, че тези увреждания са характерни за разстройството и не се дължат на различия в културните ценности, норми или практика. Функционалните невроизобразителни изследвания показват, че аномалиите в дорсолатералната префронтална кора и предната цингуларна кора са обемно различни при индивиди с биполярно разстройство.
Индивидите, засегнати от биполярно разстройство, показват дефицити в стратегическото мислене, инхибиторния контрол, работната памет, вниманието и инициацията, които са независими от афективното състояние. За разлика от по-генерализираното когнитивно увреждане, демонстрирано при хора с шизофрения например, дефицитите при биполярно разстройство обикновено са по-малко тежки и по-ограничени. Предполага се, че „стабилната дисрегулация на префронталната функция или субкортикално-фронталната верига [на мозъка] може да е в основата на когнитивните нарушения на биполярното разстройство". Предполага се, че ЕД при биполярно разстройство е свързана по-специално с маниакалното състояние и до голяма степен се отчита от гледна точка на формалното мисловно разстройство, което е характеристика на манията. Важно е обаче да се отбележи, че пациентите с биполярно разстройство с анамнеза за психоза показват по-голямо увреждане на мерките за екзекутивно функциониране и пространствената работна памет в сравнение с пациентите с биполярно разстройство без анамнеза за психоза, което предполага, че психотичните симптоми са свързани с ЕД.

### Болест на Паркинсон
Болестта на Паркинсон (БП) включва основно увреждане на подкоровите мозъчни структури и обикновено се свързва с двигателни затруднения, в допълнение към проблеми с паметта и мисловните процеси. Хората, засегнати от БП, често демонстрират затруднения в работната памет, компонент на функционирането на екзекутивното функциониране. Когнитивните дефицити, установени в ранния процес на БП, изглежда включват предимно фронто-екзекутивните функции. Нещо повече, проучванията на ролята на допамина в когнитивните способности на пациентите с тази болест предполагат, че тези с неадекватна добавка на допамин са в по-голяма степен влошени по отношение на показателите за екзекутивно функциониране. Това предполага, че допаминът може да допринесе за процесите на екзекутивен контрол. Повишена разсеяност, проблеми при формирането на настройки и поддържането и изместването на групите на вниманието, дефицити в екзекутивните функции като самонасочено планиране, решаване на проблеми и работна памет са докладвани при пациенти с БП. По-конкретно по отношение на работната памет, лицата с БП показват дефицити в областите на: а) пространствена работна памет; б) централни екзекутивни аспекти на работната памет; в) загуба на епизодични спомени ; г) локализиране на събития във времето.
Пространствена работна памет
Пациентите с БП често демонстрират трудности при актуализирането на промените в пространствената информация и често се дезориентират. Те не следят пространствената контекстуална информация по същия начин, както един типичен човек би направил почти автоматично. По същия начин те често имат проблеми със запомнянето на местоположенията на обекти, които наскоро са видели, и по този начин също имат проблеми с кодирането на тази информация в дългосрочната памет.
Аспекти на централната екзекутивна функция
БП често се характеризира с трудности в регулирането и контролирането на собствения мисловен поток и как спомените се използват за насочване на бъдещо поведение. Също така хората, засегнати от БП, често демонстрират упорито поведение, като например продължаване на преследването на цел, след като тя е завършена, или неспособност да приемат нова стратегия, която може да е по-подходяща за постигане на цел. Въпреки това, някои изследвания от 2007 г. предполагат, че пациентите с БП може действително да са по-малко упорити в преследването на цели от типичните хора и могат да изоставят задачите по-рано, когато се сблъскат с проблеми с по-високо ниво на трудност.
Загуба на епизодични спомени
Загубата на епизодични спомени при пациенти с БП обикновено демонстрира времеви градиент, при който по-старите спомени обикновено са по-запазени от по-новите. Също така, докато забравянето на съдържанието на събитието е по-малко компрометирано при болестта на Паркинсон, отколкото при болестта на Алцхаймер, обратното е вярно за паметта за събитийни данни.
Локализиране на събития във времето
Пациентите с БП често демонстрират дефицит в способността си да подреждат информация или да датират събития. Предполага се, че част от проблемите се дължат на по-фундаментална трудност при координирането или планирането на стратегии за извличане, а не на неуспех на нивото на кодиране или съхраняване на информация в паметта. Този дефицит също е вероятно да се дължи на основна трудност при правилното извличане на информация от скрипта. Пациентите с БП често проявяват признаци на неуместни намеси, неправилно подреждане на събития и пропускане на незначителни компоненти при тяхното извличане на скриптове, което води до неорганизирано и неподходящо прилагане на информация от скриптове.

## Лечение

### Медикаменти
Медикаментите на базата на метилфенидат и амфетамин са лечение от първа линия за СДВХ. Като цяло тези стимуланти са по-ефективни при лечението на основните симптоми на СДВХ, включително ЕД, отколкото психосоциалното лечение самостоятелно. Тяхната ефикасност при лечение на СДВХ е сред най-високите от всички психотропни лекарства, лекуващи всяко психиатрично състояние. Лечението с метилфенидат или други лекарства за СДВХ намалява основните симптоми на СДВХ еднакво добре със или без психосоциално лечение. Психосоциалното лечение обаче може да осигури други ползи.

### Психосоциално лечение
От 1997 г. съществува експериментална и клинична практика на психосоциално лечение на възрастни с ЕД и по-специално разстройство с дефицит на вниманието/хиперактивност (СДВХ). Психосоциалното лечение е насочено към многото аспекти на екзекутивните затруднения и както подсказва името, покрива академични, професионални и социални дефицити. Психосоциалното лечение улеснява забележимо подобрение на основните симптоми на ЕД като управление на времето, организация и самочувствие. Установено е, че един вид психосоциално лечение е особено полезно – повенденческото обучение на родители (BPT). То помага на родителите да научат, чрез помощта на обучен специалист по психично здраве, как да помогнат на детето си да се държи по-добре. Това очертава правилното използване на наградите и наказанията с детето, като се използват предимно методи на положително и отрицателно подсилване, а не на наказание. Например премахването на положителната подкрепа като похвала, за разлика от добавяне на наказание.
Психосоциалните лечения са ефективни и при възрастни с разстройство с дефицит на вниманието/хиперактивност (СДВХ). Едно проучване показва, че има редица полезни психосоциални интервенции, които помагат и на възрастни с СДВХ да живеят по-добре. Те включват обучение за внимателност, когнитивно базирана поведенческа терапия, както и обучение, което да помогне на участниците да разпознаят проблемното поведение в живота си.

### Когнитивно-поведенческа терапия и групова рехабилитация
Когнитивната поведенческа терапия е често предлагано лечение за ЕД, но показва ограничена ефективност. Въпреки това проучване на тази терапия в групова рехабилитационна среда показва значително увеличение на положителния резултат от лечението в сравнение с индивидуалната терапия. Симптомите, съобщавани от пациентите за 16 различни СДВХ/свързани с изпълнението проблеми са намалени след периода на лечение.

### Лечение на пациенти с придобита мозъчна травма
Използването на слухови стимули е изследвано при лечението на дисекзекутивен синдром. Представянето на слухови стимули причинява прекъсване на текущата дейност, което изглежда помага за предотвратяване на „пренебрегване на целта“ чрез увеличаване на способността на пациентите да наблюдават времето и да се фокусират върху целите. Като се имат предвид такива стимули, субектите вече не се представят под средния коефициент на интелигентност за тяхната възрастова група.
Пациентите с придобито мозъчно увреждане също са изложени на обучение за управлението на цели (GMT). GMT уменията са свързани със задачи с хартия и молив, които са подходящи за пациенти, изпитващи трудности при поставянето на цели. От тези проучвания има подкрепа за ефективността на GMT и лечението на ЕД, дължаща се на травмата.

## Контекст на развитие
Разбирането за това как ЕД оформя развитието има последици за това как концептуализираме екзекутивните функции и тяхната роля при оформянето на индивида. За разстройствата, засягащи деца, като СДВХ, заедно с опозиционното предизвикателно разстройство, поведенческото разстройство, високофункционалния аутизъм и синдрома на Турет, се предполага, че включват дефицит на екзекутивната функция. Основният фокус на настоящите изследвания е върху работната памет, планирането, когнитивната гъвкавост, инхибирането и плавността. Това изследване предполага, че съществуват разлики между типично функциониращи, съвпадащи контроли и клинични групи по отношение на мерките за екзекутивно функциониране.
Някои изследвания предполагат връзка между способностите на детето да получава информация за света около себе си и способността да преодолява емоциите, за да се държи по подходящ начин. Едно проучване изисква децата да изпълнят задача от поредица от психологически тестове, като представянето им се използва като мярка за екзекутивната функция. Тестовете включват оценки на екзекутивните функции (саморегулиране, наблюдение, внимание, гъвкавост в мисленето), език, сензомоторни, визуално-пространствени и обучение, в допълнение към социалното възприятие. Констатациите предполагат, че развитието на теорията на ума при по-малките деца е свързано със способностите за екзекутивен контрол с нарушено развитие при индивиди, които проявяват признаци на ЕД.
Както СДВХ, така и затлъстяването са сложни разстройства и всяко от тях оказва голямо влияние върху социалното благополучие на индивида. Тъй като това е както физическо, така и психологическо разстройство, е затвърдено, че затлъстелите индивиди със СДВХ се нуждаят от повече време за лечение (със свързаните с това разходи) и са изложени на по-висок риск от развитие на физически и емоционални усложнения. Когнитивната способност да се развие цялостен самоконструкт и способността да се демонстрира способна емоционална регулация е основен дефицит, наблюдаван при хора със СДВХ и е свързан с дефицити в екзекутивната функция. Като цяло, ниското екзекутивно функциониране, наблюдавано при индивидите със СДВХ, е свързано със склонността към преяждане, както и с емоционалното хранене. Този особен интерес към връзката между СДВХ и затлъстяването рядко се оценява клинично и може да заслужава повече внимание в бъдещи изследвания.
Известно е, че малките деца с поведенчески проблеми показват лоши вербални способности и екзекутивни функции. Точното разграничение между стила на родителство и значението на семейната структура за развитието на детето все още е донякъде неясно. Въпреки това в ранна детска възраст родителството е сред най-критичните външни влияния върху реактивността на детето. В изследването на Махони за майчината комуникация, резултатите показват, че начинът, по който майките взаимодействат с децата си, представлява почти 25% от променливостта в скоростта на развитие на децата. Всяко дете е уникално, което прави родителството емоционално предизвикателство, което трябва да бъде най-тясно свързано с нивото на емоционална саморегулация на детето (постоянство, разочарование и съответствие). Обещаващ подход, който в момента се проучва сред деца с интелектуални увреждания и техните родители, е отзивчивото обучение. Отзивчивото обучение е учебна програма за ранна интервенция, предназначена да отговори на когнитивните, езиковите и социалните нужди на малки деца с проблеми в развитието. Въз основа на принципа на „активно учене“ отзивчивото обучение е метод, който понастоящем се аплодира като адаптивен за отделните обгрижващи, деца и техните комбинирани нужди. Ефектът от стиловете на родителство върху развитието на децата е важен област на изследване, която изглежда вечно продължаваща и променяща се. Няма съмнение, че има важна връзка между взаимодействието между родителите и развитието на детето, но най-добрата техника за отглеждане на деца продължава да варира сред експертите.

## Еволюционна перспектива
Префронталният лоб контролира две свързани екзекутивни функционални области. Първата е медиирането на способностите, участващи в планирането, решаването на проблемите и разбирането на информацията, както и ангажирането в процесите на работната памет и контролираното внимание. В този смисъл префронталният лоб се занимава с основни, ежедневни ситуации, особено тези, включващи метакогнитивните функции. Втората област включва способността за задоволяване на биологични нужди чрез координиране на познанието и емоциите, които са свързани с фронталната и префронталната област.
От еволюционна гледна точка се предполага, че екзекутивната система може да е еволюирала, за да служи на няколко адаптивни цели. Префронталният лоб при хората е свързан както с метакогнитивни екзекутивни функции, така и с емоционални екзекутивни функции. Теорията и доказателствата предполагат, че фронталните лобове при други примати също медиират и регулират емоциите, но не демонстрират метакогнитивните способности, които се демонстрират при хората. Тази уникалност на екзекутивата система за хората предполага, че е било налице и нещо уникално в средата на човешките предци, породило необходимостта от екзекутивни функции като адаптации към тази среда. Някои примери за възможни адаптивни проблеми, които биха били решени чрез еволюцията на екзекутивната система, са: социален обмен, имитация и учене чрез наблюдение, подобрено педагогическо разбиране, конструиране и използване на инструменти и ефективна комуникация.
По подобен начин някои твърдят, че уникалните метакогнитивни способности, демонстрирани от хората, са възникнали от развитието на сложни езикови (символизация) системи и култура. Нещо повече, в контекста на развитието се предполага, че всяка способност за екзекутивна функция е възникнала като форма на публично поведение, насочено към външната среда, но след това е станала самонасочена и накрая е станала лична за индивида в течение на развитието на саморегулацията. Тези промени във функцията илюстрират еволюционно важната стратегия за максимизиране на дългосрочните социални последици спрямо краткосрочните, чрез развитието на вътрешен контрол на поведението.

## Съпътстващи заболявания
Проблемите с гъвкавостта е по-вероятно да бъдат свързани с тревожността, а проблемите с метакогницията е по-вероятно да бъдат свързани с депресията.

## Социално-културни последици

### Образование
В класната стая децата с ЕД обикновено демонстрират дефицити на умения, които могат да бъдат категоризирани в две широки области: а) умения за саморегулиране и б) целенасочени умения. Таблицата по-долу е адаптация на резюмето на Макдъгал и предоставя общ преглед на специфичните дефицити на екзекутивната функция, които обикновено се наблюдават в класната стая. Тя също така дава примери за въможвостите на проява на тези дефицити в поведението.
Умения за саморегулиране
| Често проявява дефицит в... | Прояви в класната стая |
| --- | --- |
| Възприятие. Осъзнаване на нещо, което се случва в обкръжаващата среда | Не вижда какво се случва; не чува инструкции |
| Модулация. Осъзнаване на количеството усилия, необходими за изпълнение на задача (успешно) | Извършва грешки на лесни нива и постига успех на по-трудни нива; индикация, че ученикът смята задачата за лесна, след което не може да я изпълни правилно; представянето се подобрява, след като той осъзнае, че задачата е по-трудна, отколкото първоначално е смятал.       |
| Устойчиво внимание. Способност да се съсредоточиш върху задача или ситуация въпреки разсейването, умората или скуката                                                                                 | Инициира задачата, но не продължава да работи стабилно; лесно се разсейва; лесно се уморява; оплаква се, че задачата е твърде дълга или твърде скучна |
| Гъвкавост. Способност за промяна на фокуса, адаптиране към променящите се условия или преразглеждане на планове пред препятствия, нова информация или грешки (може също да се счита за "адаптивност") | Бавно спира една дейност и започва друга, след като е инструктиран да го направи; склонност да остане с един план или стратегия дори след като е доказано, че е неефективен; твърдо се придържа към рутините; отказва да се разгледа нова информация                          |
| Работна памет. Способност за задържане на информация в паметта, докато изпълнява сложни задачи с информация                                                                                           | Забравя инструкциите (особено ако са многоетапни); често иска информацията да бъде повторена; забравя учебници у дома или в училище; не може да прави изчисление наум; затруднено създава връзки с предварително научената информация; има затруднения при четене с разбиране |
| Инхибиране на реакцията. Способност за мислене преди действие (дефицитите често се наблюдават като "импулсивност")                                                                                    | Изглежда, че действа без да мисли; често прекъсва; говори в клас; често е извън седалката или далеч от чина; грубата игра излиза извън контрол; не отчита последствията от действията си                                                                                      |
| Емоционална регулация. Способност за модулиране на емоционалните реакции | Има изблици на нрав; плаче лесно; много лесно се разочарова; много бързо се ядосва; постъпва глупаво |

Умения за целенасоченост
| Често проявява дефицит в... | Прояви в класната стая |
| --- | --- |
| Планиране. Възможност за изброяване на стъпките, необходими за постигане на цел или изпълнение на задача | Не знае откъде да започне, когато му се дават големи задачи; лесно се претоварва от изискванията на задачите; трудност при разработването на план за дългосрочни проекти; стратегиите за решаване на проблемите са много ограничени и случайни; започва работа, преди адекватно да вземе предвид изискванията на дадена задача; затруднено изброява стъпките, необходими за изпълнение на задачата |
| Организация. Възможност за подреждане на информация или материали по система | Неорганизирано бюро, класьор, тетрадки и др.; губи книги, документи, задачи и др.; не записва важна информация; трудности при извличане на информация, когато е необходимо |
| Управление на времето. Способност да разбере колко време е налично или да прецени колко време ще отнеме за изпълнение на дадена задача и да следи колко време е изминало спрямо обема на изпълнената задача | Много малко работа, извършена през определен период от време; губи време, след това бърза за изпълнение на задача в последния момент; често закъснява за час/задачите често закъсняват; има трудности при преценка колко време отнема изпълнението на дадена задача; ограничено осъзнава изтичането на времето                                                                                     |
| Самонаблюдение. Способност да се отдръпне и да оцени как се справя (може също да се смята за „метакогнитивни“ способности)                                                                                  | Допуска грешки от „небрежност“; не проверява работата преди да я предаде; не спира, за да оцени как вървят нещата по средата на задача или дейност; смята, че дадена задача е изпълнена добре, когато всъщност е изпълнена зле; смята, че дадена задача е изпълнена зле, когато всъщност е изпълнена добре                                                                                         |

Учителите играят решаваща роля в прилагането на стратегиите, насочени към подобряване на академичния успех и функционирането в класната стая при лица с ЕД. В класната стая целта на интервенцията в крайна сметка трябва да бъде прилагане на външен контрол при нужда (напр. адаптиране на средата, за да отговаря на детето, осигуряване на подкрепа от възрастен) в опит да се промени проблемното поведение или да се допълнят дефицитите на умения. В крайна сметка затрудненията с екзекутивната функция не трябва да се приписват на отрицателни личностни черти или характеристики (напр. мързел, липса на мотивация, апатия и упоритост), тъй като това не е нито полезно, нито точно.
При разработването на стратегии за намеса трябва да се вземат предвид няколко фактора. Те включват, но не се ограничават до, нивото на развитие на детето, съпътстващите увреждания, промените в обкръжаващата среда, мотивиращите фактори и коучинг стратегиите. Също така се препоръчва стратегиите да възприемат проактивен подход при управлението на поведението или дефицитите на умения (при възможност), вместо да приемат реактивен подход. Например осъзнаването на това къде ученикът може да има затруднения през целия ден може да помогне на учителя да планира да избегне тези ситуации или да планира да отговори на нуждите на ученика.
Хората с ЕД имат по-бавна скорост на когнитивна обработка и по този начин често им отнема повече време за изпълнение на задачите, отколкото хората, които демонстрират типични способности на екзекутивната функция. Това може да бъде разочароващо за индивида и да попречи на академичния напредък. Предполага се, че разстройствата, засягащи децата, като СДВХ, заедно с опозиционното предизвикателно разстройство, поведенческото разстройство , високофункционалният аутизъм и Синдромът на Турет, включват дефицит на екзекутивната функция. Основният фокус на настоящите изследвания е върху работната памет, планирането, превключването между задачи, инхибирането и флуидността. Това изследване предполага, че съществуват разлики между типичното функциониращите, съвпадащите контролни групи и клиничните групи по отношение на величините за екзекутивно функциониране.
Освен това някои хора със СДВХ съобщават, че изпитват чести чувства на сънливост. Това може да попречи на вниманието им за лекции, четене и изпълнение на задачи. Установено е също, че хората с това разстройство се нуждаят от повече стимули за обработка на информация при четене и писане. Бавното обработване може да се прояви в поведението като сигнал за липса на мотивация от страна на учащия. Бавната обработка обаче отразява увреждане на способността за координиране и интегриране на множество умения и източници на информация.
Основното безпокойство на хората с аутизъм по отношение на ученето е в имитирането на умения. Това може да бъде бариера в много аспекти, като научаване за намеренията на другите, психичните състояния, речта, езика и общите социални умения. Индивидите с аутизъм са склонни да зависят от рутините, които вече са усвоили, и изпитват трудности при започването на нови нерутинни задачи. Въпреки че приблизително 25–40% от хората с аутизъм също имат затруднения в ученето, много от тях ще демонстрират впечатляваща памет наизуст и памет за фактическо знание. Като такова, повторението е основният и най-успешен метод за обучение при обучение на хора с аутизъм.
Да бъдеш внимателен и фокусиран за хората със синдрома на Турет е труден процес. Хората, засегнати от това разстройство, са склонни лесно да се разсейват и да действат много импулсивно. Ето защо е много важно да имат тиха обстановка с малко разсейвания за най-добрата учебна среда. Фокусирането е особено трудно за тези, които са засегнати от синдрома на Турет, коморбиден с други разстройства като СДВХ или обсесивно-компулсивно разстройство, което прави фокусирането много трудно. Освен това може да се открие, че тези хора повтарят последователно думи или фрази или веднага след като са били научени, или след забавен период от време.

### Престъпно поведение
Префронталната дисфункция е открита като маркер за постоянно престъпно поведение. Префронталната кора е свързана с умствени функции, включително афективната гама от емоции, предвидливостта и самоконтрола. Нещо повече, налице е  недостиг на умствен контрол, демонстриран от лица с дисфункция в тази област, върху тяхното поведение, намалена гъвкавост и самоконтрол и тяхната трудност да си представят поведенческите последствия, което може да доведе до нестабилно (или престъпно) поведение.  В проучване от 2008 г., проведено от Барбоза и Монтейро, е открито, че рецидивистите в проучването имат ЕД. С оглед на факта, че аномалиите в екзекутивната функция могат да ограничат начина, по който хората реагират на програмите за рехабилитация и ресоциализация, тези констатации за рецидивистите са оправдани. Установени са статистически значими връзки между антисоциалното поведение и дефицита на екзекутивната функция. Тези открития се отнасят до емоционалната нестабилност, която е свързана с екзекутивната функция като вреден симптом, който може да бъде свързан и с престъпното поведение. Обратното – не е ясна спецификата на антисоциалното поведение спрямо дефицита на екзекутивната функция, за разлика от други генерализирани невропсихологични дефицити. Неконтролируемият дефицит на екзекутивна функция има повишена очакваност за агресивно поведение, което може да доведе до криминално деяние. 
Орбитофронталното нараняване също възпрепятства способността да се избягват рисковете, да се правят социални преценки и може да причини рефлексивна агресия. Често срещан отговор на тези открития е, че по-високата честота на церебрални лезии сред престъпниците може да се дължи на опасността, свързана с престъпния живот. Наред с това разсъждение би могло да се приеме, че някаква друга черта на личността е отговорна за пренебрегването на социалната приемливост и намаляването на социалните способности.
Освен това някои смятат, че дисфункцията не може да бъде изцяло виновна. Има взаимодействащи фактори на обкръжаващата среда, които също оказват влияние върху вероятността от престъпни действия. Тази теория предполага, че индивидите с този дефицит са по-малко способни да контролират импулсите или да предвидят последствията от действия, които изглеждат привлекателни в момента (виж по-горе) и също така обикновено са провокирани от фактори на околната среда. Човек трябва да признае, че разочарованието от живота, съчетано с ограничената способност за контрол на събитията в живота, може лесно да предизвика агресия и/или други престъпни дейности.